# Dvorac Pejačević u Virovitici
Dvorac Pejačević je barokno-klasicistička građevina u Virovitici.

## Povijest
Virovitica je grad duge povijesti, u pisanim se dokumentima spominje već 1234. godine kada herceg Koloman gradu dodjeljuje privilegiju povlaštenog mjesta - veliko mjesto/selo Verveča (magna villa Wereucha), što će označiti razvoj Virovitice kao jednog od važnijih gradova tijekom povijesti. O dugoj i bogatoj tradiciji i baštini samoga grada ostalo je malo potvrda koji danas mogu svjedočiti nekadašnjem privilegiranom položaju, ali sačuvano je ono najvažnije, urbanističko-arhitektonska jezgra grada koja se formira već u srednjem vijeku i od tada postaje poprište svih važnijih događaja vezanih za povijest i kulturu Virovitice.

Srednjovjekovni burg izgrađen je na blagom uzvišenju, bio je to utvrđeni feudalni grad okružen vodenim opkopom – Wasserburg, koji je razrušen tijekom učestalih turskih provala i osvajanja grada 1552. godine. Dolaskom Turaka nekadašnji srednjovjekovni burg postao je tipična turska masaba: Ulam – paša daje očistiti opkop oko gradskih zidina, izgrađen je masivni bedem od drvenih palisada i nabijene zemlje, četiri okrugle kule i jedna četvrtasta nad ulazom. Takav izgled grada zadržat će se sve do 1684. godine kada Virovitica prestaje biti dio Turskog Carstva. Kao što su Turci razorili nekadašnji srednjovjekovni burg, tako je i rekonkvista tijekom 17. st. razrušila tursku masabu. Virovitica postaje privatno vlasništvo 1726. godine, kad prelazi u vlasništvo velikaških obitelji: Cordona, Pejačević, Schaumburg – Lippe, Drašković. 
Nezaobilazan trag u kulturno-povijesnoj baštini Virovitice ostavila je obitelj Pejačević koja ulazi u povijest grada 1749. godine i ostaje prisutna idućih 90 godina. Kraljica Marija Terezija dodjeljuje im tada virovitičko vlastelinstvo kao naknadu za izgubljeni posjed koji je ušao u sastav Vojne krajine. Kao virovitički vlastelin prvi u obitelji spominje se Marko barun Pejačević koji u to vrijeme živi u skromnoj kući unutar nekadašnje turske utvrde gdje ima i svoju privatnu kapelicu. Obitelj dobiva nasljednu grofovsku titulu 1772. godine i od tada se počinju potpisivati kao Virovitički (de Veröcze). Dotadašnji način stanovanja nije bio dovoljno reprezentativan za grofovsku titulu pa Antun I. (III.) Pejačević tijekom 1798. i 1799. godine daje razrušiti postojeću utvrdu koja je već tada bila u ruševnom stanju i na tom mjestu gradi dvorac kao novo sjedište vlastelinskog posjeda koji će svojom veličinom i kvalitetom gradnje ilustrirati moć vlastelina. Mjesto gradnje nije slučajno odabrano: blago uzvišenje i središnja pozicija unutar trgovišta s kojeg dvorac dominira i simbolizira stvarni status njegova vlasnika te tako postaje glavni nositelj identiteta grada, zbog čega se i danas češće naziva gradskim dvorcem nego dvorcem Pejačević.

## Dvorac Pejačević/Schaumburg-Lippe
Dvorac Pejačević nalazi se u središtu Virovitice. Jedan je od niza slavonskih dvoraca znamenite plemićke obitelji Pejačević, koja je upravo po ovom svom vlastelinstvu dobila plemićki naslov "Pejačevići Virovitički".
Dvorac je izgrađen između 1800. i 1804. godine prema nacrtima bečkog arhitekta N. Rotha. Antun I. (III.) umire tijekom izgradnje, 1802. godine, a za njegovu su smrt ondašnji stanovnici govorili da mora umrijeti prije završetka gradnje onaj tko se latio tako velikog posla.:str 61. Dvorac je izgrađen za njegova sina, Antuna II (IV.). Pejačevića, a sredinom 19. stoljeća Antun III. (V.) Pejačević prodaje ga njemačkoj kneževskoj obitelji Schaumburg-Lippe, u čijem je vlasništvu do 1911. godine kada ga kupuje grof Ivan Drašković, koji ga zajedno s parkom prodaje gradu Virovitici 1930. godine te je od tada u službi grada. Obitelji Pejačević i Schaumburg – Lippe ostavile su osobit trag u povijesti vlastelinstva i dvorca u Virovitici. Izvorna namjena dvorca kao sjedišta vlastelina prestala je nakon odlaska knezova Schaumburg – Lippe, iako je grof Drašković koristio dvorac neko vrijeme, u njemu se više nikada nije odvijao život vlastelinske obitelji. 
Otkako je izgrađen, dvorac je doživio promjene zbog načina korištenja i potreba novih vlasnika. Tako je već s dolaskom obitelji Schaumburg – Lippe imanje znatno uvećano i doživljava svoj najveći gospodarski uspon. Čest je podatak kako je obitelj Schaumburg – Lippe nadogradila prvi kat, ali istraživanja su pokazala kako je dvorac ipak dio jedinstvene graditeljske zamisli – cjelovito autorsko djelo. Skromni podaci svjedoče da je nakon izgradnje 1831. godine dvorac imao 38 soba, a da ga već 1842. godine knezovi Schaumburg – Lippe preuređuju za vlastite potrebe stanovanja i upravljanja vlastelinstvom, uređuju prvi kat za stanovanje i obnavljaju park oko dvorca. Nekoliko godina kasnije (1848. godine) dvorac je preuređen za dolazak bana Josipa Jelačića. Nakon što je postao vlasništvo grada, došlo je do niza pregradnji. Za potrebe gradskih ureda pregrađene su velike sobe, mijenjala su se vrata, postavljali novi prozori te na zidove nanosili slojevi raznih boja. Godine 1984. dvorac postaje muzejski prostor, miču se drvene pregradnje tako da današnji tlocrt i raspored odgovara izvornome. Fasade su restaurirane i u cijelosti su nova struktura, ali rekonstruirana prema originalnom modelu.  Za razliku od dvorca, čiji se izgled danas pokušava približiti izvornome te je tako u dobrom građevnom stanju, izgradnja kupališta 1942. godine te njegova obnova 1990. narušila je u potpunosti povijesnu sliku parka, osiromašila doživljaj dvorca i narušila identitet povijesne jezgre grada.

## Arhitektura
Dvorac je izgrađen na prijelomu stilova; rani klasicizam na izmaku baroka - barokni klasicizam. Klasicističke tendencije očite su već u izduženoj tlocrtoj dispoziciji koja je česta pojava u 19. stoljeću – pravokutni tlocrt s približnim odnosom stranica 1:1,5 do 1:1,25 kakav osim kod dvorca u Virovitici susrećemo i u Našicama (veliki dvorac), Valpovu, Vukovaru, Retfali i drugdje. Dvorac Pejačević jednokatna je jednokrilna građevina u čijem su se prizemlju nalazile gospodarske prostorije, dok su one na prvom katu bile reprezentativne kao što je to uobičajeno za arhitekturu dvoraca tog vremena; s tri rizalitna istaka, tlocrtno u obliku izduženog pravokutnika veličine oko 88 x 13 m, odnosno površine oko 2290 m² te je tako jedan od većih hrvatskih dvoraca.
Dvorac Pejačević u svojoj tlocrtnoj organizaciji predstavlja jednostavno koncipiran prostor. Glavni ulaz smješten je na glavnom pročelju te vodi u prostranu vežu u prizemlju čije svodove nose četiri skupine po dva stupa i dvije skupine po četiri stupa. Iz veže se moglo kretati u više smjerova arkadnim hodnicima u prizemlju (uz koje se nižu prostorije gospodarske namjene pravokutnog oblika, površinom približno jednakih veličina) prema južnom ulazu u vežu ili stubištu koji vodi na prvi kat s dva zasebna ulaza. Stubište je dvokrako, svaki krak prati oblik južnog rizalitnog istaka, gdje se susreću na zajedničkom odmorištu nakon kojeg stubište postaje jednokrako i vodi prema glavnom ulazu prvog kata dvorca. Središnja i najveća prostorija prvog kata je glavni salon. Kao i u prizemlju, prostorije se nižu uz arkadni hodnik, pravokutnog su oblika i podjednakih površina. Iznad ravnog stropa glavnog salona nalaze se tavanske prostorije do kojih vodi stubište na prvom katu. Što se tiče izgleda unutrašnjosti, očuvane su štukature i kovana vrata na ulazu u prvi kat. Nova su istraživanja otkrila i ostatke boja na zidovima, ali nemoguće je pretpostaviti postojanje zidnih oslika. Zbog čestih promjena vlasnika i namjene samog prostora izvornog namještaja nema te je njegovu unutrašnjost i život koji se odvijajao u njemu danas teško zamisliti.
Glavno, reprezentativno pročelje dvorca okrenuto je prema gradskom trgu, crkvi i dominantnoj baroknoj osi koja ide od dvorca u smjeru sjevera i gubi se u dravskoj ravnici. Sjeverna orijetnacija glavnog pročelja rijetkost je, takav je položaj nepovoljan zbog izostanka sunčeva svjetla na sjevernoj strani prema kojoj su okrenutne sve sobe, uključujući najreprezentativniju - glavni salon, ali to je bio ustupak urbanističkoj situaciji. Tijekom 18. stoljeća oblikuje se današnje središte Virovitice s feudalnim, sakralnim i građanskim dijelom, a na karakterističan način razdvajaju ga dva trga koja se stapaju. Nastao je barokno koncipiran prostor s cestama koje se radijalno šire od središnje dominante dvorca na sve četiri strane svijeta. Nakon izgradnje dvorca, opkop je i dalje bio ispunjen protočnom vodom, te se tako sjevernom, reprezentativnom pročelju s trga i dominantne urbanističke osi prilazilo kroz perivoj s mostom koji premošćuje opkop dvorca. Perivoj je oblikovan sredinom 19. stoljeća, uz most građen od cigle s dva bačvasta svoda, a idiličan prilaz ostvaren je drvećem uz most i na padini prema opkopu. Prilazni perivoj samo je dio parka koji okružuje čitav kompleks dvorca, gdje je južno, dvorišno pročelje okrenuto prema parku i vrtu.

## Valorizacija i stilsko određenje
Dvorac Pejačević svjedok je srednjoeuropske tradicije, primjer je arhitekture gdje, kao i u Austriji i Mađarskoj, klasicizam nije u oporbi s barokom, nego se stilovi sklapaju u skladnu cjelinu prijelaznih oblika.:str 98. Po stilskim karakteristikama dvorac pripada baroknom klasicizmu s obzirom na vrijeme kad je građen i arhitekturu dvoraca tog područja - karakterističnu mješavinu baroknih elemenata s klasicističkim tendencijama. Klasicističke tendencije primjetne su i u izduženoj tlocrtnoj dispoziciji kakva je karakteristična za građevine 19. stoljeća nastale na prijelazu stilova, a naročito na velikoj altani s balkonom kao neizostavnom elementu klasicističke, profane, reprezentativne arhitekture. Također, brojni stilski elementi kao što su plohe račlanjene pilastrima, polukapiteli s opuštenim girlandama, nizovi zubaca u podstrešju, nadstrešni vijenci nad prozorima u nemirnoj liniji, gređe nad stupovima altane s triglifima i dentima - sve to već svjedoči o ranom klasicizmu na izmaku baroka. Takva arhitektonska zamisao i oblikovanje dvorca u potpunosti su realizirali želju naručitelja da podignu zdanje dostojno svog položaja te stvore jedinstven i prepoznatljiv identitet svog vlastelinstva koji je i danas nositelj identiteta grada Virovitice kao vrijedan spomenik kulture.	
Danas se u dvorcu nalazi Gradski muzej. Oko dvorca je njegovani perivoj koji je djelomično devastiran izgradnjom gradskog bazena.

## Galerija
- Sl.1. Središte Virovitice
- Sl.2. Dvorac u Virovitici (izvor E. Kramberger, Vijenac, 1880., br. 18., str. 289)
- Sl.3. Sjeverno pročelje dvorca, razglednice, poč. 20. st. (izvor HPM – Zagreb)
- Sl.4. Ulaz u dvorac, razglednica, 1903. (izvor Gradski muzej Virovitica)
- Sl.5. Dvorac okružen parkom
- Sl.6. Sjeverno pročelje, ulaz u dvorac
- Sl.7. Južno, dvorišno pročelje
- Sl.8. Jugozapadni ugao dvorca

## Vanjske poveznice
Gradski muzej Virovitica